# Mattias Östberg
Bengt Pär Mattias Östberg (Falun, 24 agosto 1977) è un ex calciatore svedese, di ruolo difensore.

## Carriera
Uscito dal settore giovanile dell'Östansbo IS, piccolo club della cittadina di Ludvika, Östberg ha firmato un contratto con il maggiore club della cittadina in questione, ovvero il Ludvika FK.
Nel 1999 viene acquistato dall'IFK Norrköping, disputando per la prima volta in carriera la massima serie svedese. Successivamente passa agli inglesi dello Stoke City con cui però non collezionerà alcuna presenza ufficiale in prima squadra, così rientra in Svezia nel 2002 accasandosi all'IK Brage militante nel campionato di Superettan. Östberg è in Superettan anche nel 2005, quando al suo primo anno al GAIS conquista la promozione in Allsvenskan.
Il difensore svedese è protagonista di un nuovo trasferimento nel 2008, questa volta all'Häcken, squadra della città di Göteborg così come lo è il GAIS. Il 30 giugno 2011 va a segno in Europa, realizzando una rete ai lussemburghesi del Käerjéng 97 nel primo turno di Europa League. In giallonero rimane quasi cinque stagioni, durante le quali mette a referto 113 presenze in campionato.
Nell'agosto 2012 va a rinfoltire il pacchetto difensivo del Djurgården. Al termine del campionato 2014, in cui ha messo a referto 4 presenze, si ritira dal calcio giocato.